# Леви, Алешандре
Алешандре Леви (порт. Alexandre Levy; 10 ноября 1864, Сан-Паулу — 17 января 1892, Сан-Паулу) — бразильский композитор.

## Биография
Сын известного в регионе музыкального деятеля (сперва кларнетиста, затем владельца фабрики музыкальных инструментов) Энрике Луиса Леви, эмигрировавшего из Европы в 1848 году. С семи лет начал учиться игре на фортепиано у педагога русского происхождения Луи Мориса, ученика Юлиуса Шульгофа, затем занимался под руководством французского специалиста Габриэля Жиродона. В восьмилетнем возрасте выступил с первым концертом. С 12 лет начал самостоятельно изучать композицию, в 15 лет опубликовал первые фортепианные пьесы, в восемнадцатилетнем возрасте прошёл дополнительный курс гармонии и контрапункта у работавшего в Бразилии эльзасского музыканта Георга фон Мадевайса. В 1883—1887 гг. Леви руководил программой подписных концертов, проходивших частично в доме его отца, частично в городском театре. С мая по ноябрь 1887 года совершенствовал своё мастерство в Париже и Милане под руководством Винченцо Феррони и Эмиля Дюрана.
После возвращения из Европы творчество Леви вступило в свою высшую фазу: европейская традиция (в лице, прежде всего, Феликса Мендельсона, Роберта Шумана и Карла Райнеке) начала трансформироваться в его музыке под влиянием националистической тенденции. В 1887 г. Леви сочинил фортепианные Вариации на тему бразильской народной песни (порт. Variações sobre um tema popular brasileiro; позднее оркестрованы Вианой да Мотта), в 1889 г. завершил работу над Симфонией ми минор (при жизни автора был исполнен только её финал: в авторском переложении для двух фортепиано Леви сыграл его в Сан-Паулу вместе с Луиджи Кьяффарелли; через год после смерти симфония, исполненная под управлением Антонио Карлоса Гомеса, получила премию Всемирной выставки в Чикаго). К 1890 году относятся насыщенные фольклорными мотивами симфоническая поэма «Комала» и Бразильская сюита для симфонического оркестра. В 1891 г. была написана фортепианная сюита «Шуманиана», отражающая тяготение молодого композитора не только к музыкальному языку, но и к мировоззрению немецкого предшественника.
Похоронен на кладбище Консоласан в г. Сан-Паулу.